# 陈棨仁
陳棨仁（1836年—1903年），字戟門，號鐵香，晉江人。

## 生平
陈棨仁自幼天资聪颖，十五歲进秀才，又和內兄龚显曾等同拜名宦陈庆镛为师。同治六年（1867年）中举人，同治十三年甲戌進士，官刑部主事。光緒初年，募賑直隸水災，救活無數饑民。數年後辭官。終生從事教育事業。生平嗜金石之學，他与大兴（今东北）傅以礼、山阴（今浙江绍兴）何征、钱塘（今浙江杭州）张景祁、同邑的杨浚、龚显曾尤契合，常一起摩挲鼎彝，搜剔碑刻。龚显曾在書中回憶说：“每见一古刻必喜而走告，互相考证。”作《闽中金石录》15卷。光绪二十九年（1903年）七月去世。太傅陈宝琛亲为撰写墓志铭。有《藤華吟館詩錄》。

## 家族
父陈大源經商致富，又通书史，延聘名师教授十子。